# 美星スペースガードセンター

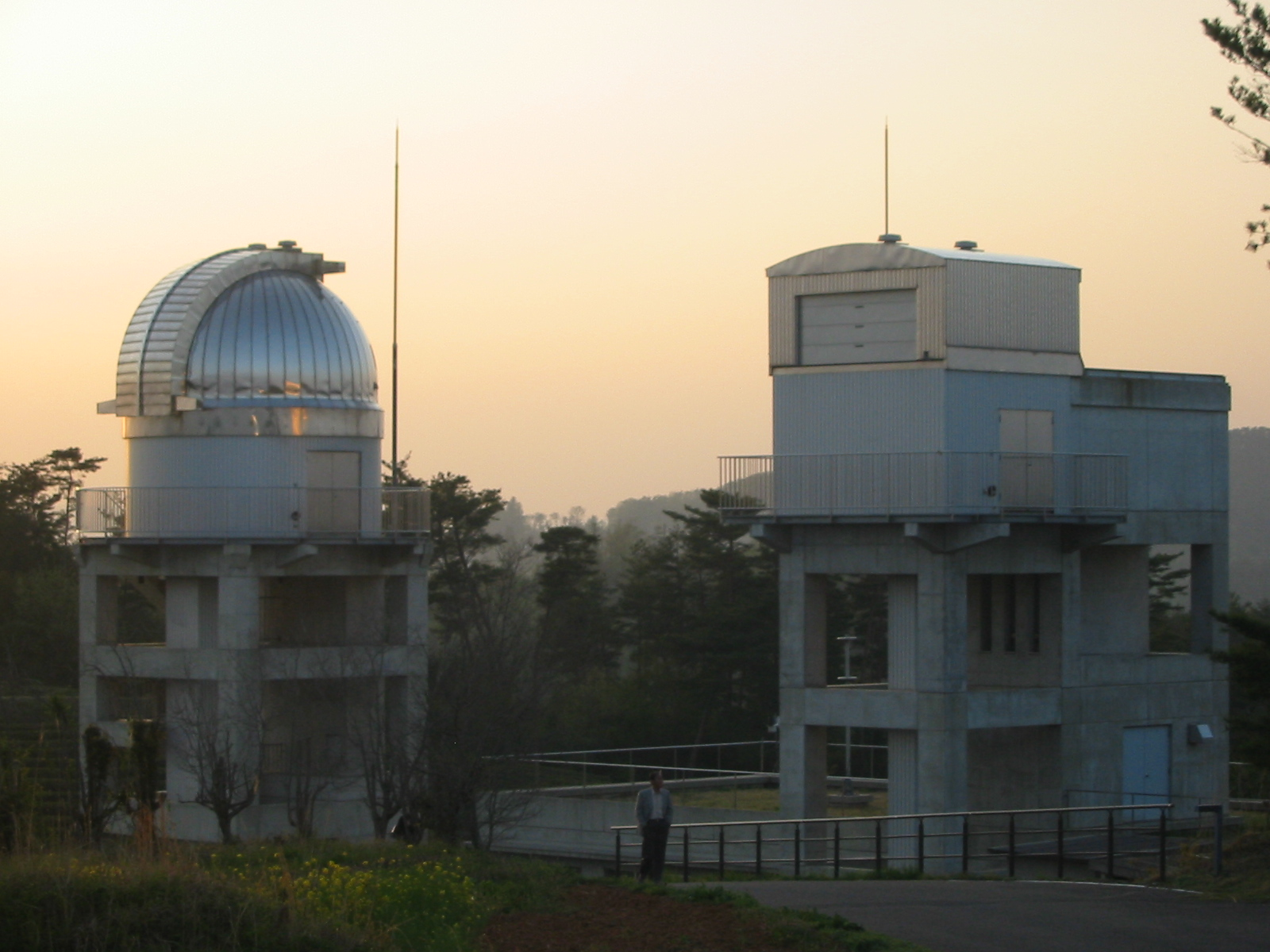
美星スペースガードセンター

美星スペースガードセンター（びせいスペースガードセンター、the Bisei SpaceGuard Center、BSGC）は、岡山県井原市美星町にある光学望遠鏡を用いてスペースデブリや地球近傍小惑星を観測する施設である。主な利用者は宇宙航空研究開発機構（JAXA）の追跡ネットワーク技術センター SSAシステムプロジェクトチーム。隣接した場所に美星天文台がある。

## 概要
口径1mの大型光学望遠鏡により、地球近傍小惑星や高度36,000kmの静止軌道近傍のスペースデブリを観測する。その他に、50cm・25cm口径の追尾用小型望遠鏡がある。最初からスペースデブリ等の観測を目的として設計された施設は、世界でも初めてである。
施設は2000年（平成12年）度に一般財団法人日本宇宙フォーラム（JSF）、NPO法人日本スペースガード協会、当時の科学技術庁によって設置され、日本宇宙フォーラムが所有していた。2017年（平成29年）4月にJAXAに移管された。観測業務は日本スペースガード協会が実施している。
小惑星観測プロジェクトは「バッターズ (BATTeRS, Bisei Asteroid Tracking Telescope for Rapid Survey) 」と名付けられ、プロ野球選手の写真入りのロゴマークが作られている。

## 観測設備
大型望遠鏡
- 1m光学望遠鏡
  - 諸元
    - 焦点モード:カセグレン焦点、合成F 約3
    - 視野直径:3度角
    - 最大追尾速度:赤経・赤緯1度/秒以上
    - 架台方式:フォーク式赤道儀
    - CCDカメラ:視野直径約160mm、2,000×4,000ピクセルのチップを10枚並べたものを使用していた。近年は、より高感度なチップ4枚を並べたものを使用している。
    - CCD温度:観測時は約-100℃
    - 観測能力：18等級[3]

追尾用小型望遠鏡
- 50cm光学望遠鏡（主に高速で移動するスペースデブリ等の追尾観測のために使われている）
  - 諸元
    - 焦点モード:カセグレン焦点、合成 約2
    - 視野直径:2度角
    - 最大追尾速度:赤経・赤緯5度/秒以上
    - 架台方式:フォーク式赤道儀
    - CCDカメラ:視野直径約50mm、2,000×4,000ピクセルのチップを2枚並べたものを使用していた。近年は老朽化のため、U42（アポジー社）を使用している。
    - CCD温度:観測時は約-20℃（現カメラ）（旧カメラ：約-90℃）
    - 観測能力：16.5等級[3]
- 25cm光学望遠鏡（1m及び50cm光学望遠鏡の補助として使用されている）
  - 諸元
    - 焦点モード:ベーカーリッチクレチアン式、合成F 約5
    - 視野直径:5度角
    - 最大追尾速度:赤経・赤緯5度/秒以上
    - 架台方式:ドイツ式赤道儀
    - CCDカメラ:2,000×2,000ピクセルのCCDを1個使用
    - CCD温度:観測時は約-20℃

## 観測成果
- 地球近傍小惑星の(20826) 2000 UV13や2007 YZなど、多数の小惑星を発見しており、2024年時点で地球近傍天体（NEO）以外の小惑星を1,100個以上発見（仮符号取得）し、約500個が番号登録され、1,500個以上の地球近接天体を追跡観測している[2]。
- 2000年7月8日に発見した小惑星帯の小惑星は、この施設がある地名に因み美星 (17286 Bisei)と名づけられた。
- バッターズ彗星 (C/2001 W2)（BATTeRS、周期75.9年）を発見している。